# Арка Дружби на Військово-Грузинській дорозі
Арка Дружби на Військово-Грузинській дорозі (груз. ხალხთა მეგობრობის თაღი, рос. Арка Дружбы на Военно-Грузинской дороге) — грузинська пам'ятка архітектури, зведена в 1983 на честь двохсотліття Георгіївського трактату 1783 і дружби між Радянською Грузією і Радянською Росією.
Розташований на Військово-Грузинській дорозі між гірськолижним курортом Гудаурі та Хрестовим перевалом, пам'ятник є великою напівкруглою кам'яно-бетонною спорудою з видом на «Долину диявола» в горах Кавказу. На всій внутрішній поверхні пам'ятника виконано велику мозаїчну фреску художників Зураба Капанадзе, Зураба Лежави та Нодара Малазонії, яка зображує сцени з грузинської та російської історії, грузинською мовою та в російському перекладі наведені також слова Руставелі: «Другу вірний друг допоможе. Не лякає його біда. Серце він віддасть за серце. А любов — у дорозі зірка». Автор проекту пам'ятника – архітектор Георгій Чахава.
У 2017 арка реставрована компанією Saxon.